# Старий Березняк
Старий Березня́к (рос. Старый Березняк) — присілок в Можгинському районі Удмуртії, Росія.
Урбаноніми:
- вулиці — Джерельна, Заставкова, Зарічна, Лісова, Молодіжна, Петра Бабкіна, Садова, Центральна

## Населення
Населення — 474 особи (2010; 460 в 2002).
Національний склад станом на 2002 рік:
- удмурти — 93 %